# El Corozal, Oaxaca
El Corozal är en ort i Mexiko.   Den ligger i kommunen Santa María Colotepec och delstaten Oaxaca, i den sydöstra delen av landet, 500 km sydost om huvudstaden Mexico City. El Corozal ligger 373 meter över havet och antalet invånare är 140.
Terrängen runt El Corozal är huvudsakligen kuperad, men åt nordväst är den bergig. Runt El Corozal är det ganska glesbefolkat, med 42 invånare per kvadratkilometer. Närmaste större samhälle är Juan Diego, 11,8 km sydväst om El Corozal. I omgivningarna runt El Corozal växer i huvudsak lövfällande lövskog.